# Ponte Mammolo

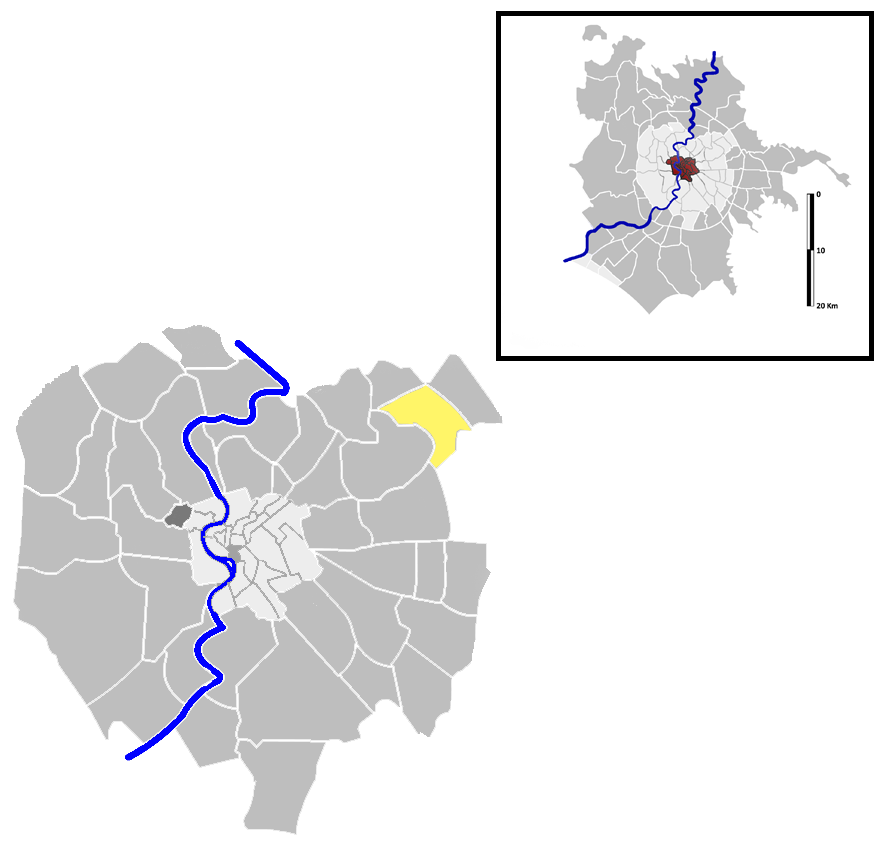
Lage des Quartieri in Rom

Ponte Mammolo ist das neunundzwanzigste Stadtviertel von Rom (Q.XXIX). Es liegt im Nordosten der Stadt und gehört zum Municipio IV. Auf einer Fläche von 6,0212 km² leben ca. 29.108 Menschen.
Der Name stammt von der römischen Brücke, dem Ponte Mammolo aus dem 5. Jh., der pons mammeus (evtl. von Marmor, oder nach Julia Mamaea, der Mutter von Severus Alexander, benannt).

## Nachbarviertel
- im Norden: Q.XXVIII Monte Sacro Alto
- im Osten: Q.XXX San Basilio
- im Süden: Z.VII Tor Cervara
- im Westen: Q.XXI Pietralata

## Besondere Orte
- Historisches Bild der Ponte MammoloVia Tiburtina
- Pont Mammolo
- San Gelasio I papa

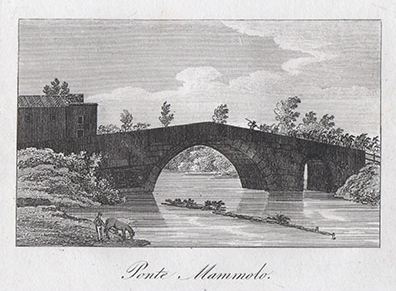
Historisches Bild der Ponte Mammolo

- Sacro Cuore di Gesù a Ponte Mammolo